# 茨維瑟爾山 (巴伐利亞前阿爾卑斯山脈)
47°43′24″N 11°29′20″E / 47.72344°N 11.48879°E

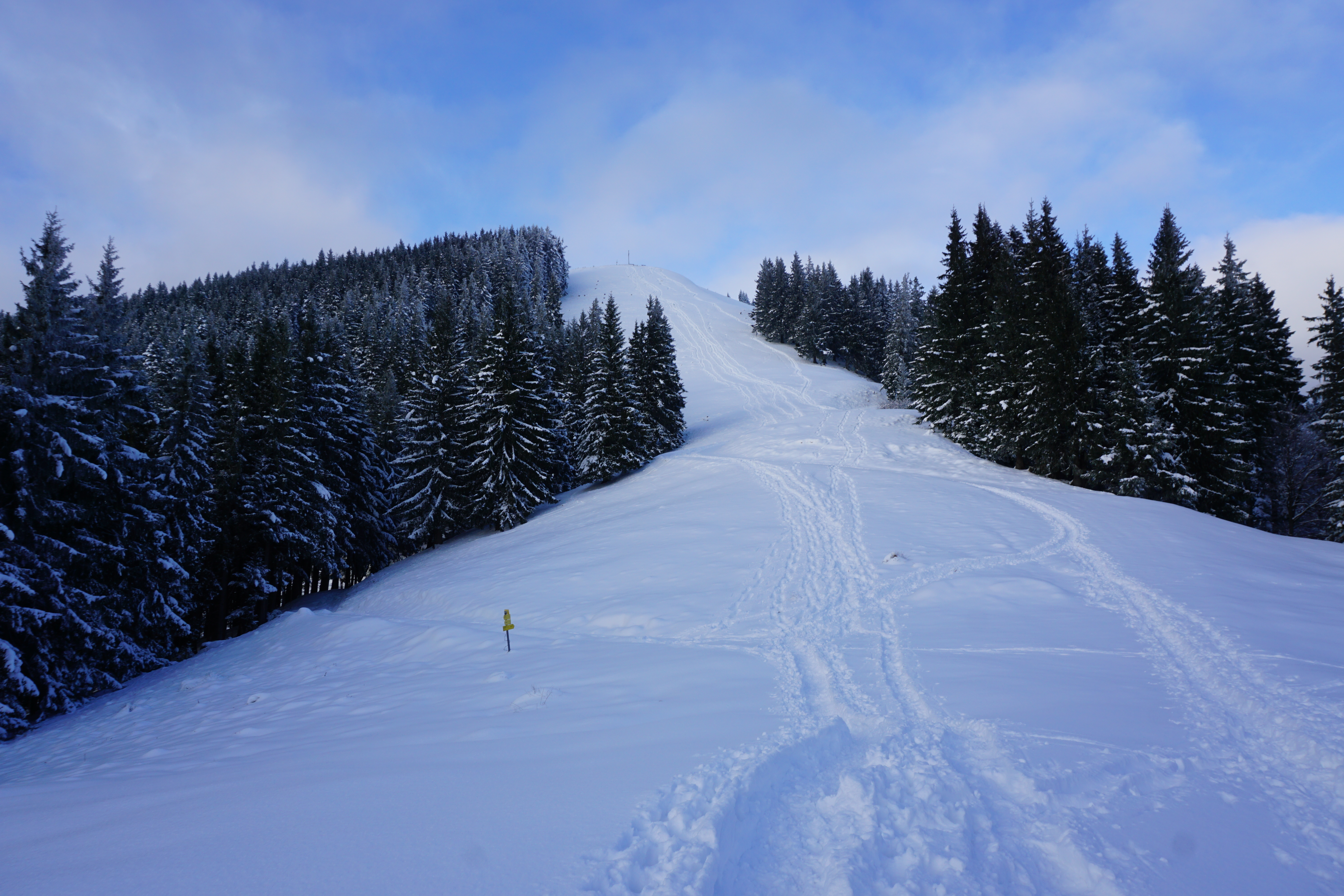

茨維瑟爾山（德語：Zwiesel），是德國的山峰，位於該國東南部，由巴伐利亞負責管轄，屬於巴伐利亞前阿爾卑斯山脈的一部分，處於巴特特爾茨附近，海拔高度1,348米。